# David Nicolas de Bertier
Pour les articles homonymes, voir Bertier.
David Nicolas de Bertier  est un ecclésiastique français, premier évêque de Blois, né en 1652 à Toulouse, et mort le 20 août 1719 à Blois.

## Biographie
Selon le Dictionnaire de la Noblesse, la maison de Bertier est « originaire de Toulouse en Languedoc. Dès l'an 1465, 1489 & 1507, elle a donné des Capitouls à cette Ville : les plus grandes Maisons se faisoient alors honneur d'entrer dans le Capitoulat. Elle a produit de grands Magistrats & a donné dans le XVIIe siècle cinq Prélats à l'Église ». 
David Nicolas de Bertier est le fils de Jean-François de Bertier, baron de Montrabé et de Belpuech, conseiller au parlement de Toulouse et d’Antoinette de Flory. Il est le neveu d'Antoine-François de Bertier (1631-1705) évêque de Rieux. Il est le frère de François de Bertier, seigneur de Saint-Geniez, premier président du parlement de Pau en 1703 et de Toulouse en 1710.
Également abbé du Relec, il est sacré premier évêque de Blois le 15 septembre 1697, à la suite de la décision de Louis XIV de créer un évêché dans la cité aux dépens de celui de Chartres. L’ancienne église Saint-Solenne est alors choisie comme cathédrale, sous le vocable de Saint-Louis. Bertier fait bâtir un palais épiscopal agrémenté de somptueux jardins entre 1700 et 1703.
Il est membre de l'assemblée extraordinaire du clergé de France de 1713-1714 et participa également à celle de 1715.

## Iconographie
Le portrait de l'évêque de Blois a été peint par Hyacinthe Rigaud en 1702 contre 150 livres, notamment documenté par la copie du palais épiscopal de Blois. 
Le portrait a été gravé par P. Le Roy « de Blois », en 1709 selon Hulst : « Buste sans mains, grandeur de thèse » tourné à gauche, le visage de face, dans un ovale de pierre avec une colonne nue sur la gauche. Dans la bordure de l’ovale, la lettre suivante : « PRIMUS BLESENSIS EPISCOPUS DAVID NICOLAS DE BERTHIER ». Sur le plat du socle, de part et d’autre d’une composition aux armes : « Rigaud pinxit - P. Le Roy Blesensis Sculp. » Dans la moulure du socle : « Se vend à Paris chez Le Roy graveur rue St Jacques à la Croix d’or et chez He le Roy à Blois ».
Roman signalait une copie chez la marquise de Flers, au château de Saint-Germain, près de Blois.